# キタイ (キプチャク部)
キタイ（? - 1296年）とは、キプチャク部出身で、13世紀に大元ウルスに仕えた人物。『元史』などの漢文史料では乞台(qǐtái)と記される。

## 概要
キタイはキプチャク部の出身で、1287年(至元24年)にはキプチャク人ばかりを集めた軍団である「欽察衛」の百人隊長に任じられた。同年には東北地方においてナヤン・カダアンの乱が勃発しており、キプチャク軍団長のトトガクに従って叛乱鎮圧に参加したキタイは功績を挙げ千人隊長となった。その後もアルタイ方面で中央アジアを支配するカイドゥ・ウルスの軍勢と戦ったが、1296年(元貞2年)に病で亡くなった。
キタイの死後は息子の哈賛赤が跡を継ぎ、トトガクの息子チョンウルの指揮下にあって父同様にモンゴル帝国の内戦で活躍した。